# Ханс Цитен
Ханс Цитен (Фербелин, 14. мај 1699 — Берлин, 26. јануар 1786) је био пруски коњички генерал.

## Биографија
Цитен је учествовао у Рату за аустријско наслеђе истакавши се храброшћу и умешношћу за шта је 1741. године награђен чином пуковника и постављен на чело новоформираног хусарског пука који ће касније бити познат под називом „Цитенови хусари“. Успешно је радио на реорганизацији пруске коњице која је тада постала најбоља у Европи. У Седмогодишњем рату командује великим коњичким телима. Истакао се у биткама код Колина, Лојтена и Торгауа.